# Sąd Apelacyjny w Łodzi
Sąd Apelacyjny w Łodzi – organ wymiaru sprawiedliwości powołany do rozstrzygania spraw w II instancji mieszczący się przy al. Tadeusza Kościuszki 65 w Łodzi. 

## Status prawny
Sąd apelacyjny jest państwową jednostką organizacyjną nieposiadającą osobowości prawnej. Wszystko zaczęło się od uchwalonej przez Sejm w 1990 roku Ustawy z dnia 13 lipca o powołaniu sądów apelacyjnych oraz o zmianie ustawy – Prawo o ustroju sądów powszechnych, Kodeks postępowania cywilnego, Kodeks postępowania karnego, o Sądzie Najwyższym, o Naczelnym Sądzie Administracyjnym i o Krajowej Radzie Sądownictwa (Dz.U. z 1990 r. nr 53, poz. 306), której art. 1 ust. 1 brzmi: „Powołuje się sądy apelacyjne jako sądy powszechne”.
Zasady finansowania i rozliczania odbywają się według zasad określonych dla jednostek budżetowych oraz szczegółowych zasad prowadzenia gospodarki finansowej i działalności inwestycyjnej sądów powszechnych zawartych w rozporządzeniu ministra sprawiedliwości.
Obszar właściwości apelacji łódzkiej:
- Sąd Okręgowy w Łodzi
- Sąd Okręgowy w Kaliszu
- Sąd Okręgowy w Piotrkowie Trybunalskim
- Sąd Okręgowy w Płocku
- Sąd Okręgowy w Sieradzu

## Struktury organizacyjne
Sądy apelacyjne funkcjonują w strukturach sądów powszechnych, które rozstrzygają w drugiej instancji środki odwoławcze od orzeczeń okręgowych sądów, które wydawane są w pierwszej instancji.
Dotyczy to spraw z zakresu:
- prawa cywilnego – również gospodarczego, rodzinnego i opiekuńczego przez Wydział I Cywilny,
- prawa karnego – przez Wydział II Karny,
- prawa pracy i ubezpieczeń społecznych – przez Wydział III Pracy i Ubezpieczeń Społecznych,
- sprawowanie nadzoru nad działaniem administracyjnym powszechnych sądów, działalnością notariuszy i organów notarialnego samorządu, działalnością komorników.

W Sądzie Apelacyjnym w Łodzi utworzono następujący wydziały:
- Wydział I Cywilny.
- Wydział II Karny.
- Wydział III Pracy i Ubezpieczeń Społecznych.
- Wydział IV Wizytacji.

## Historia
1 lipca 1949 roku utworzono Sąd Apelacyjny w Łodzi. W skład apelacji łódzkiej weszły sądy okręgowe w Łodzi i Piotrkowie. 1 stycznia 1951 roku Sąd Apelacyjny został przekształcony w Sąd Wojewódzki w Łodzi. Sądy okręgowe zostały zniesione, a sądy grodzkie przekształcono w sądy powiatowe.
1 października 1990 roku utworzono Sąd Apelacyjny w Łodzi, który obejmował województwa: łódzkie, kaliskie, piotrkowskie, sieradzkie i skierniewickie. W 2010 roku do apelacji przyłączono Sąd Okręgowy w Płocku.
Prezesi Sądu Apelacyjnego:
2004 – 2010. Krystyna Mielczarek.
2010 – 2016. Michał Kłos.
2016 – 2017. Krystyna Mielczarek.
2017 – 2023. Tomasz Szabelski.
2023 – nadal. Sławomir Lerman